# 体当たり
体当たり（たいあたり）は、自身の体をぶつける事により相手を突き飛ばす行為である。突進（とっしん）、ぶちかまし、タックル（Tackle）、チャージ（Charge）、プッシュ（Push）、ヒット（Hit）とも呼ばれている。

## 概要
相手に対する攻撃や護身として使用される他にプロレス、相撲をはじめとする格闘技、その他にスポーツの技術としても使用される。動物の習性においても見られる。また、比喩的な用法として仕事、作業、問題に「全力で取り組む」あるいは「難しく考えずに開き直って正面から取り組む」などの意味合いでも使用され、芸能などでは「体当たりの演技」とは女優がヌードになったり官能的な演技をすることを示すことがある。
一般社会における使用は、自他ともに怪我や死亡の危険性がある。殴る蹴るは明らかに暴力であり、それが確認された場合には暴行罪や傷害罪と認定しやすい。そうした刑事罰を避けるために、相手に威圧を与える目的で体からぶつかる・押し付けるという場合もある。大袈裟な被害を訴えて詐欺や恐喝を行うためのものは当たり屋に含まれる。

## プロレスにおける派生技

### 肩、側面からぶつかる技

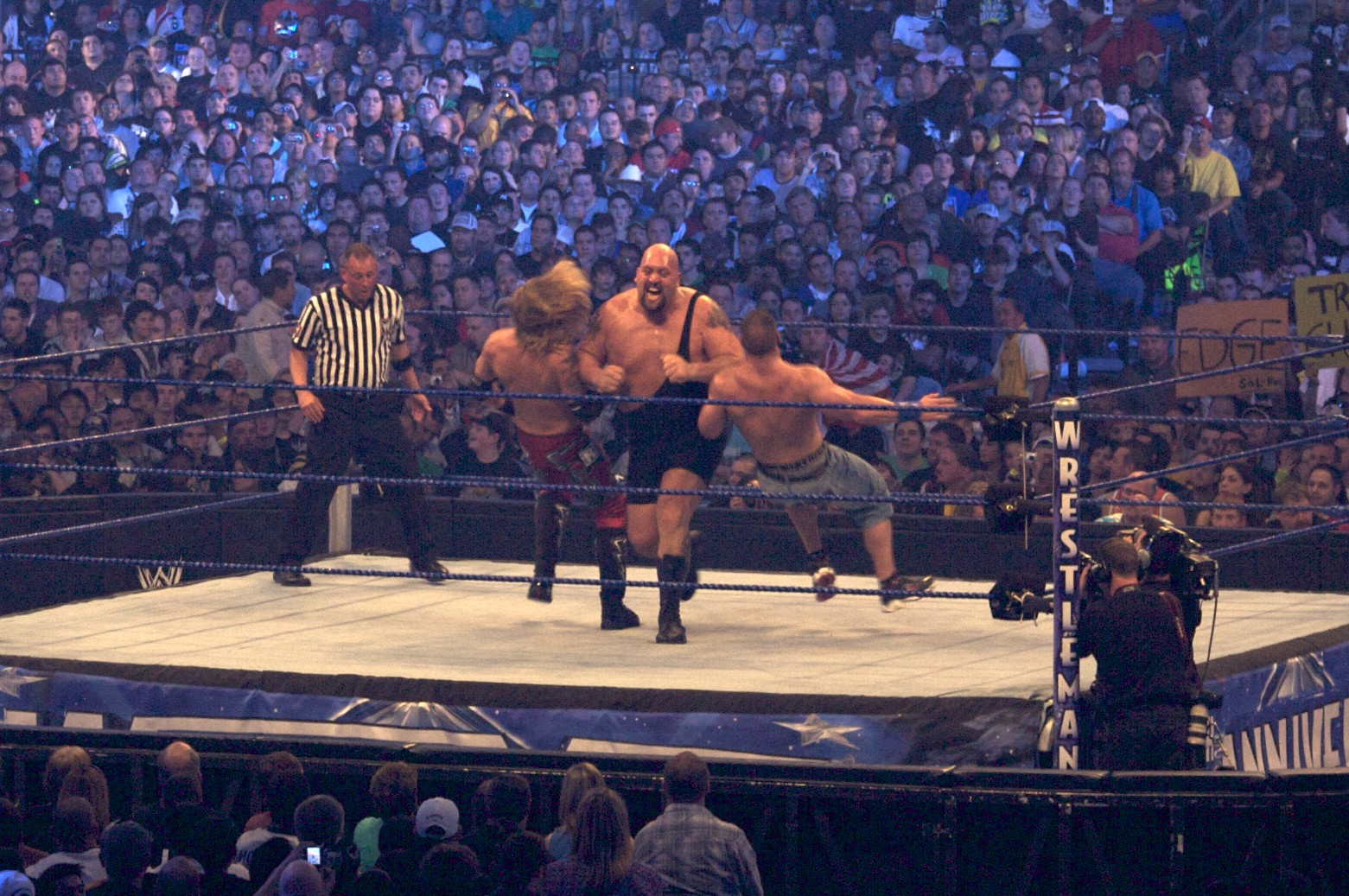
ショルダー・チャージで2人を同時に倒すビッグ・ショー。

ショルダー・タックル
立っている相手に向かって助走を付けて肩から相手にぶつかっていくものである。技名称は日本固有のもので、英語では同様の体当たり攻撃はショルダー・ブロック（Shoulder Block）、ショルダー・プッシュ（Shoulder Push）、ショルダー・チャージ（Shoulder Charge）などとも呼ばれる。主にアメリカンフットボール出身の選手が得意技としており、特に大型選手による迫力ある打ち合いはプロレスの醍醐味の一つで、会場を盛り上がらせる手段の一つでもある。
フットボール・タックル
アメリカン・フットボールのスリーポイントスタンスの状態から走って決めるショルダー・タックル。単にアメリカン・フットボール出身レスラーによるショルダー・タックルを指す場合もある。
相撲タックル
相撲の立合いの状態から走って決めるショルダー・タックル。単に相撲出身レスラーによるショルダー・タックルを指す場合もある。石川敬士や若手時代の田上明が得意技としていた。
ショルダー・アタック
大きくジャンプして放つショルダー・タックル。フライング・ショルダー・アタック、ジャンピング・ショルダー・アタックとも呼ばれる。ジョン・シナ、若手時代の小橋建太、ロード・ウォリアー・ホーク、バイソン・スミスが得意技としていた。
トップロープから放つものはダイビング・ショルダー・アタックと呼ばれ、蝶野正洋、スティーブ・ウィリアムス、ジム・スティールが得意技としていた。この技で蝶野はNWA世界ヘビー級王座を奪取し、ウィリアムスはジャイアント馬場からピンフォールを奪っている。

### 頭部、正面からぶつかる技
ぶちかまし
走って頭部からぶつかっていく体当たり。近年では力皇猛が使い手。相撲出身選手のショルダー・タックルや相撲タックルを指す場合もある。
スピアー
低姿勢で肩口から相手の腰部または腹部に飛び込みながら体当たりして倒す技。接触と同時に相手の両太腿を手で刈り倒したり、抱え上げて別の技へ移行する等のバリエーションがある。
トペ・スイシーダ
メキシコにおけるルチャリブレには、場外の相手に対して場内から助走をつけて飛んでいき頭部など正面から相手に体当たりをするトペ・スイシーダと呼ばれる技がある。
パトリオット・ミサイル
パトリオットのオリジナル必殺技。トップロープから相手に向かって飛び、正面から相手にぶつかっていく。コーナー上からのフライング・ヘッドバット、あるいはトペ・スイシーダ。なお、ダイビング・ショルダー・アタックと混同される事もあるが、肩からぶつからないため、違う技である。

### 腹部、前面からぶつかる技
ジャンピング・ボディ・アタック
立っている相手に対して助走を付けてジャンプして腹部を相手にぶつけて突き飛ばす技。コーナーにもたれかかる相手への攻撃でもみられる（串刺し式）。ボディ・スプラッシュ、ジャンピング・ボディ・スプラッシュとも呼ばれる。フライング・ボディ・アタックが、相手の体と自分の体が十字に交差するのに対してジャンピング・ボディ・アタックは交差せず正面からぶつかる。また、フライング・ボディ・アタックが自分の体を浴びせた後そのまま相手を押し倒すのに対してジャンピング・ボディ・アタックは自分の体を浴びせた後に自分は、そのまま着地して相手の体のみを倒す。言い換えれば、正面（腹部）からの体当たり。
キングコング・バンディはアトランティック・シティ・アバランシュまたはキングコング・クラッシュ、ビッグバン・ベイダーはベイダー・アタック、スティングはスティンガー・スプラッシュ、ザ・ゴッドファーザーはホートレインの名称で得意とした。ベイダーは、そのまま体を預けて浴びせ倒すタイプや、トップロープ上から繰り出すものも披露している。また、側転して勢いを付けて決める者もいる。
フライング・ボディ・アタック
助走を付け相手に向かって大きくジャンプ、同時に空中で体を横向きに倒して相手と交差するように腹部から相手にぶつかり、そのまま体を預けて浴びせ押し倒す技。海外ではフライング・クロス・ボディとも呼ばれる。
現在では基本的な飛び技の1つで、主に若手選手に使用者が多いが、かつてはマスカラス・ブラザーズ（ミル・マスカラス、ドス・カラス）が得意技としていたことによって一躍脚光を浴びた代表的な飛び技であった。
主な使用者は、マスカラス・ブラザーズの他に、力皇猛、初代タイガーマスクなど。
また、この技を場内から場外の相手に繰り出せば、プランチャ・スイシーダと呼ばれる技となる。
ダイビング・ボディ・アタック
トップロープから立っている相手に対して飛んでいき、自らの体を浴びせて、そのまま押し倒す技。空中で自らの体を横向きにして、相手の体と自分の体が十字に交差するように浴びせるのが特徴。そのため海外ではダイビング・クロス・ボディとも呼ばれる。また、メキシコではプランチャとも呼ばれる。元々はルチャリブレのポピュラーな技で、日本ではミル・マスカラスが使用し脚光を浴びた。基本的な飛び技の一つであるため、若手のジュニアヘビー級選手がよく使用するが、例外として、ジャイアント馬場が若手〜全盛期の隠し技として使用していたことがある。
主な使用者としてミル・マスカラスとドス・カラスの他、リッキー・スティムボート、ジェイ・ヤングブラッド、初代タイガーマスクなど多数。
旋回式ボディ・アタック
トップロープでリング内に背を向けて立った状態から後方へジャンプしつつ、空中で体を捻り、体を正面に向き直してボディ・アタックをする。主にコーナーへ飛び乗ってから繰り出す場合が多い。
主な使用者としては、ケビン・フォン・エリック、初代タイガーマスク、2代目タイガーマスク、リチャード・スリンガーなど。
ムーンサルト・アタック
本来、トップロープから寝ている相手の上に後方宙返りして繰り出すムーンサルト・プレスを、立っている相手に対して繰り出すもの。後方宙返り式の体当たり。エプロンサイドから場外の相手へ、ロープリバウンドを利用して繰り出せば、ラ・ケブラーダという技となる。
プランチャ・スイシーダ
場内から場外への相手へ向けて、トップロープを飛び越えて繰り出すフライング・ボディ・アタック。元はルチャリブレの技である。

### 臀部、背面からぶつかる技
ジャンピング・ヒップ・アタック
相手に背を向けるように体を捻りながらジャンプして臀部を後ろに突き出して相手の胸板に自身の臀部の尾てい骨部分をぶつける技。コーナー最上段からジャンプして相手の顔にぶつけるダイビング・ヒップ・アタックがある。ジミー・スヌーカ、チャボ・ゲレロ、越中詩郎、森嶋猛、田口隆祐、女子レスラーではジャガー横田、工藤めぐみ、伊藤薫、華名が主な使い手。森嶋は座っている相手に対し、助走を付けて前転しながら繰り出すローリング式も使う。キラー・ビーことブライアン・ブレアーは、蜂をモチーフとした自身のギミックに合わせてビー・スティンガーの名称で使用していた。工藤の場合デスマッチの途中でも使うことが多く、相手にかわされ有刺鉄線や電流爆破に突っ込んで被爆するというのが定番であった。
背面式ボディ・アタック
前述のジャンピング・ボディ・アタックを、途中で振り返ることによって背面から相手にぶつかる技。主に串刺し式で使われる。スティーブ・ウィリアムスは側転してから決める形も使用した。
トペ・アトミコ
コーナーポスト上から飛んで空中で前転し、臀部や背面から相手に体当たりする技。場内から場外の相手に対して繰り出すものはトペ・コンヒーロと呼ばれる。また、ウルトラ・タイガー・ドロップとも呼ばれる。
トペ・レベルサ
ラヨ・デ・ハリスコが考案した技で、相手に背中を見せるようにジャンプして背面から相手に向かってぶつかっていくボディアタック。ザ・グレート・サスケ、ウルティモ・ドラゴン、TAJIRI、女子では井上京子が主な使い手。側転をしながら続けざまに同技を繰り出す型やセカンドロープに飛び乗ってから決める型などが存在する。

### その他
ラリアット、アックスボンバー、ランニング・エルボー、エルボー・スイシーダ、ランニング・ニー・バットなど、助走を付けたり、飛んで繰り出したりする打撃技も、広義では体当たりの一種と言える。

## スポーツにおける体当たり

### 格闘技
相撲
相撲での体当たりは、「ぶちかまし」と呼ばれて激しいぶつかり合いを展開する事がある。
レスリング
レスリングにおけるテイクダウン技は、「タックル」と呼ぶこともあるが、体当たりではない。詳細は「テイクダウン」の頁を参照。
中国武術
中国拳法では、体当たりに類する技が多く取り入れられている。
一つは肩を使うことで、発想として拳、肘、肩を同一のものとして捉え、一つの技であっても相手との距離によって使い分ける、とする。つまりごく接近していた場合、肩を使った当て身技が使われる。
もう一つは靠（こう）といわれる一連の技で、肩からの体当たりや腕を組み合わせてぶつかる技などがある。特に八極拳では鉄山靠といわれる背中を使っての体当たりがよく知られる。
剣道
剣道では、打突の際の勢いで相手に体ごとぶつかることを体当たりという。鍔迫り合いも参照。

### 格闘技以外
殴る蹴るなどは格闘技であるから、相手との接触があり、格闘技でないスポーツにおいてはそのような形での接触は禁止されていることが多い。しかし体がぶつかり合うことはままあり、それを避けていては競技が成立しない。そのような場合、体当たりはある程度の範囲で認められる例がある。ルールとして成立している例も、禁止されてはいるが、ある範囲までは暗黙に認める場合もある。
フットボール
ラグビーやアメリカンフットボールなどのフットボール競技では、「タックル」は体当たりの意味ではなく、相手選手の攻撃を阻止するため飛びつく技術である（タックル (フットボール)を参照）。しかし、激しいタックルは、まさに体当たりと同様となる場合も多く、ラグビーにおいて手による組みつきを伴わない単なる体当たりは「ノーバインドタックル」と呼ばれる反則となる。
サッカー、ハンドボール、バスケットボール、アイスホッケー
いわゆる「ゴール型」の球技においては、ボールを奪い合うためにしばしば肩や体全体を用いて相手に体当たりする身体接触（ボディコンタクト）がある程度までは正当なプレーとして認められる。ただし、不必要な場面での体当たりや過度に激しい体当たりは、サッカーやフットサルにおいてはファウルチャージ、その他の球技においてはチャージングなどと呼ばれる反則となる。
野球
野球においては、ボールを保持した守備側の野手が、アウトにするために触球しようとして攻撃側の走者に接触し、体当たりとなることがある。特に本塁は得点にかかわるため、得点を防ごうとする捕手と得点しようとする走者が激しく接触するプレイが行われることがある。ボールを保持していない野手が走者の進路をふさぐことは走塁妨害となる（クロスプレイ#本塁上の捕手へのタックルやブロックについて参照）。

## ぶつかり男
近年、街中や駅構内でわざと女性だけを狙って体当たりする男性が多数現認されており、ぶつかり男と呼ばれている。タックル男、体当たり男、ぶつかりおじさんとも呼ばれる。
2018年5月、新宿駅構内で女性ばかりを狙って次々に体当たりを行う男の動画がTwitterやYouTubeなどで拡散された（映像：女性に次々ぶつかる男性）。これをきっかけに同様の被害報告が相次ぎ、複数のワイドショーでも取り上げられた。JR東日本は迷惑行為として注意喚起を行い、警備員や駅員による警戒を強化している。体当たりの動機としては、フラストレーションの解消や痴漢、当たり屋目的が指摘されている。

## 海上の体当たり
不法操業を行っている密漁船や不審船などに対して、巡視船や漁業取締船が制止のために体当たりをする、されるということがしばしば起こる。日本では2010年9月7日、尖閣諸島中国漁船衝突事件が発生し話題を呼び、後日、現地で撮影されたビデオが流出する尖閣諸島中国漁船衝突映像流出事件に発展した。

## 動物における体当たり
動物の世界においても攻撃、防御において体当たりに類する行動をとる動物がいる。陸上脊椎動物では前足を手として用いられないものが多いため、攻撃する場合は噛み付く、蹴る、体当たり位しか方法がない。いわば体当たりは最も汎用性のある方法である。イノシシやカバなどはその代表的な例である。角を持つものは角で突っかかるが、これも体当たり（むしろ頭突きであるが）のために発達した武器と見なせる。
魚類も水中での争いで体当たり的な行動を取る例がある。アユの友釣りは、こうして体当たりしてきたものを引っかける方法である。